# 桜井成夫
桜井 成夫（さくらい なるお、1907年7月5日 - 1993年2月21日）は、フランス文学者、翻訳家、元早稲田大学教授。東京生まれ。早大仏文科卒、1978年まで早大教授。

## 著書
- 日仏会話 大阪屋号書店 1938
- フランス語文化読本 数江讓治共編著 第三書房 1951.3
- 速修フランス語20課 平岡篤頼共編 第三書房 1963.3

## 翻訳
- 重罪裁判所の思ひ出 ジイド全集 第8巻 金星堂 1934
- フロオベエル全集 第4巻 初期の作品 改造社 1935
- 現代佛蘭西コント集 第1輯 三才社 1935.11
- 最近の文芸思想 アラン篇 三笠書房 1938 (現代思想全書)
- フランス戦話集 冨山房百科文庫 1938
- 孤独 エドゥワール・エストーニエ 仏蘭西文学賞叢書 実業之日本社 1940
- かはいゝトロット /リシュタンベルジェ 主婦之友社 1941 (世界名作家庭文庫)
- 愛の昇天 エドゥワール・エストーニエ 実業之日本社 1941
- 若き日の夢 グラツィエツラ　ラマルティーヌ 昭森社 1942 のち角川文庫
- 海の誘惑 マルク・エルテン 現代海洋文学全集 第9巻 改造社 1943
- 青春の画像 ラマルティーヌ 岡倉書房 1946
- 群衆心理 ギュスターヴ・ル・ボン 岡倉書房 1947.2 のち角川文庫、講談社学術文庫
- 湖畔の愛 ラファエル/ラマルティーヌ 蒼樹社 1949 のち角川文庫
- ふらんす好色一代男 テミドール/ ゴダール・ドクウル 穂高書房 1949
- ロンドリ姉妹 モオパッサン全集 第23巻 創芸社 1950
- La fille Elisa エドモン・ド・ゴンクール 岡倉書房 1950.10
- 或る自殺者の手記 他15篇  モオパッサン全集 第22巻 創芸社 1951
- 宿命の血 アンドレ・モロワ 新庄嘉章共訳　新潮社 1952
- トルストイ / ツヴァイク 創芸社 1952 (近代文庫)
- 愛の妖精 ジョルジュ・サンド 講談社 1953 (世界名作全集)
- 狂人の手記・十一月 初期短篇集 フローベール 1953 (角川文庫)
- 昼顔 ジョゼフ・ケッセル 1954 (角川文庫)
- 水の上 モーパッサン 吉江喬松共訳　1955 (岩波文庫)
- あらしの九十三年 ユーゴー 講談社 1955 (世界名作全集)
- 恋のモントリオル モーパッサン全集 第19巻 春陽堂書店 1956
- とらわれの人々 ジョゼフ・ケッセル 大日本雄弁会講談社 1957
- 家なき子 エクトル・マロ 世界名作全集 第16 平凡社 1960
- ああ無情 ヴィクトル・ユゴー 講談社 1963 (少年少女新世界文学全集）
- アドルフ バンジャマン・コンスタン 安斎千秋共訳 世界青春文学名作選 第16 学習研究社 1964
- 風車小屋だより・月曜物語 アルフォンス・ドーデ 世界の名作図書館 講談社 1967
- クローディーヌの家 コレット著作集 10 二見書房 1972
- 青い灯 コレット著作集 3 二見書房 1978.4
- 三銃士 アレクサンドル=デュマ 1988.1 (講談社青い鳥文庫)